# Trois amis mènent l'enquête
Pour plus de détails, voir Fiche technique et Distribution.
Trois amis mènent l'enquête (Mullewapp : Das große Kinoabenteuer der Freunde) est un film d’animation germano-italiano-français réalisé par Tony Loeser et Jesper Møller en 2009. Il est adapté du livre pour enfants Freunde de Helme Heine.

## Synopsis
L'acteur inconnu Jean Campagnol, alias Johnny Star, se trouve dans une situation pour le moins embarrassante. Sans travail et sans argent, il doit reprendre la route. Sur son chemin, il traverse un village caché entre une écurie et un tas de fumier.
Johnny Star y rencontre François Lecoq et Gros William, et tous les animaux de la ferme.
Malgré leurs différences, ils s'uniront afin de secourir Douce, menu du repas de Maître Loup...

## Fiche technique
- Titre original : Mullewapp - Das große Kinoabenteuer der Freunde
- Titre français : Trois amis mènent l'enquête
- Réalisation : Tony Loeser et Jesper Møller
- Scénario : Achim von Borries et Bettine von Borries, d’après le livre de Helme Heine
- Musique : Andreas Hoge
- Producteur : Malika Brahmi, Tony Loeser et Stefania Raimondi
- Production : MotionWorks, 2d3D Animations
- Distribution : BAC Films
- Pays :  Allemagne •  Italie •  France
- Langue : allemand, italien, français
- Sortie :  21 octobre 2009

## Distribution

### Voix originales
- Benno Fürmann : Johnny Mauser (Jean Campagnol)
- Joachim Król : Waldemar (Gros William)
- Christoph Maria Herbst : Franz von Hahn (François Lecoq)
- Katarina Witt : Marilyn
- Volker Wolf : Maitre Wolf (Maître Loup)

### Voix françaises
- Éric Métayer : Johnny Star (Jean Campagnol)
- Charles Pestel : Gros William
- Edgar Givry : François Lecoq
- Léopoldine Serre : Cora
- Marie-Martine : tante Melli
- Laëtitia Lefebvre : Jeanne, la chatte et quatre poules
- Bonnie Lenier : Douce
- Pierre-François Pistorio : Maître Loup
- Céline Monsarrat : Marylin
- Emmanuel Rausenberger: le renard
- Xavier Fagnon: Croutof
- Michel Prud'homme : Nestor
- Guillaume Lebon : Léo
- Danièle Hazan : La Marie
- Garance Giachino : Caro
- Bernard Tiphaine : Boss
- Alice Orsat, Jeanne Orsat, Raphaël Michau et Tom Trouffier[1] : les poussins

 Sauf indication contraire ou complémentaire, les informations mentionnées dans cette section proviennent du générique de fin de l'œuvre audiovisuelle présentée ici.